# Stadtwald Schwechat

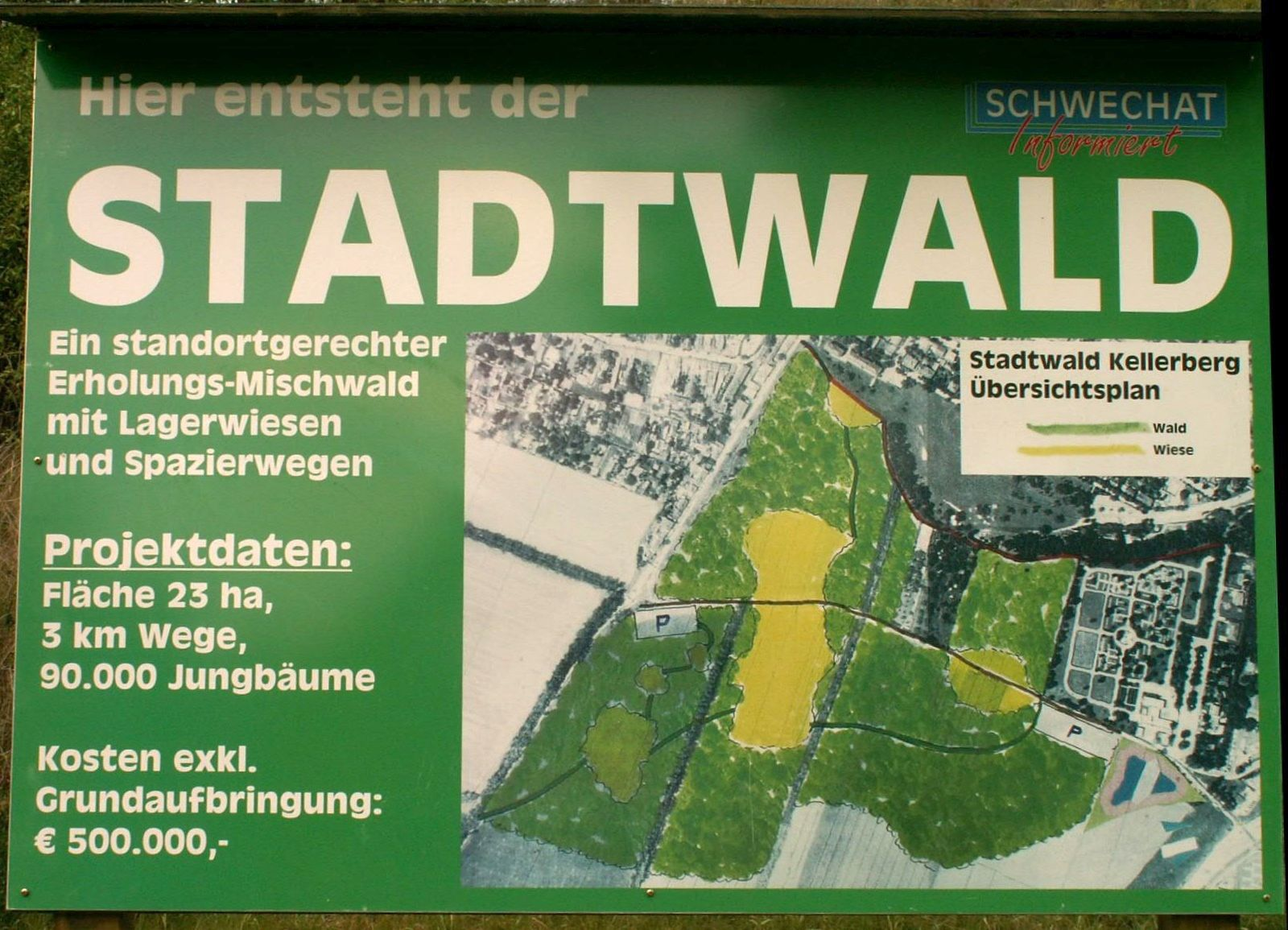
Stadtwald bei Kellerberg

Der Stadtwald Schwechat ist ein Erholungswald in der Stadt Schwechat.

## Geschichte
Das Projekt eines Stadtwaldes stammt aus 2003 und dieses wurde in der Flur Kellerberg schrittweise umgesetzt. In mehreren Phasen wurden Flächen angekauft, aufgeforstet und großzügig mit Wiesen als Erholungsflächen ausgestattet.